# Praga B

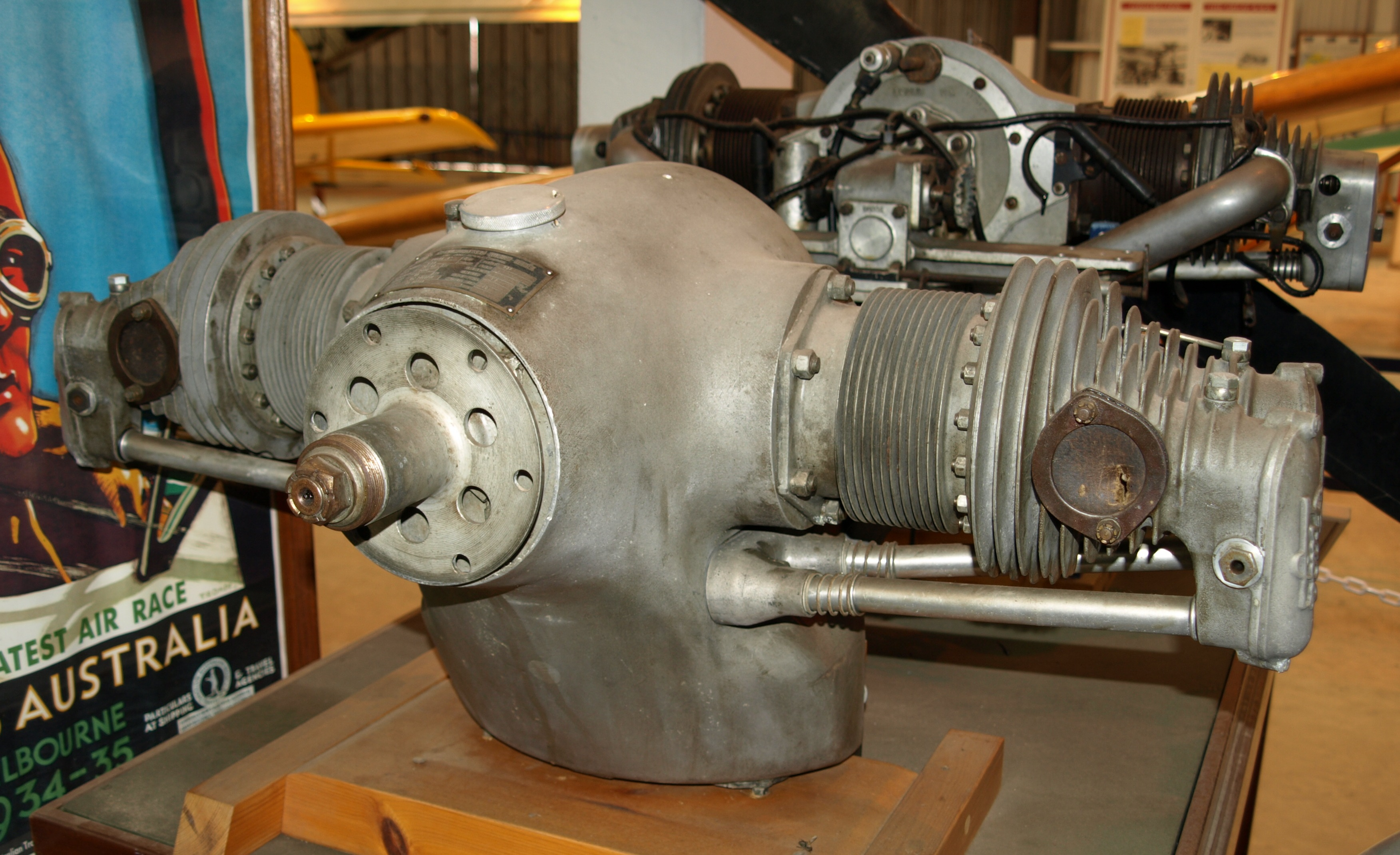
Die britische Lizenzausführung Jowett-Praga B

Der Praga B ist ein tschechoslowakischer Flugmotor des Herstellers Praga aus den 1930er Jahren. Er fand insbesondere in dem im gleichen Zeitraum entstandenen Sportflugzeug Praga E-114 Anwendung.

## Geschichte

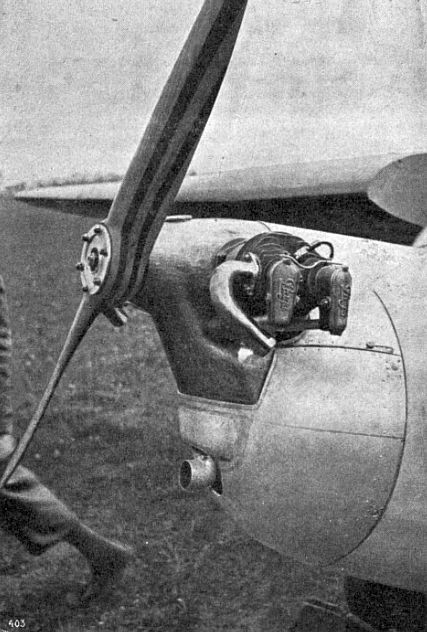
E-114 mit Praga B-2

Die Entwicklung des Praga B wurde weitgehend durch den US-amerikanischen Motor E-107 und dessen Nachfolger E-113 von Aeronca inspiriert. Die erste Ausführung besaß eine Startleistung von 40 PS bzw. Nennleistung von 36 PS bei 2400/min. Im Jahre 1935 erschien die von dem Ingenieur Šimůnek verbesserte Version B-2 mit bis zu 45 PS, die noch im gleichen Jahr in die Serienproduktion überführt wurde. Vom Praga B und B-2 wurden etwa 130 Stück gefertigt und unter anderem nach Großbritannien, Jugoslawien, Rumänien und Estland ausgeführt; die letzten vier Exemplare übernahm 1941 die Slowakei. Eine Lizenzproduktion fand in Großbritannien bei Jowett und in Rumänien statt. Als Weiterentwicklung mit verdoppelter Zylinderzahl erschien 1938 der Praga D.

## Aufbau
Der Praga B ist ein luftgekühlter Zweizylinder-Viertakt-Boxermotor mit waagerecht gegenüberliegenden Zylindern. Die Zylinder bestehen aus Stahl mit verbolzten Leichtmetallköpfen und sind mit jeweils zwei Ventilen ausgestattet. Sie werden von der in Kugellagern laufenden Nockenwelle im Kurbelgehäuse aus über Stoßstangen und Kipphebel gesteuert. Die Kurbelwelle aus nitriertem Stahl läuft in zwei Rollen- und einem Kugellager. Das Kurbelgehäuse besteht aus Leichtmetall und dient gleichzeitig als Ölbehälter. Die Zündung erfolgt durch zwei Magneten, die Schmierung für alle wichtigen Lager läuft mittels Druck über zwei Zahnradpumpen.

## Einsatz
- de Schelde Scheldemusch
- Hillson Pennine
- Praga E-114 Air Baby

## Technische Daten

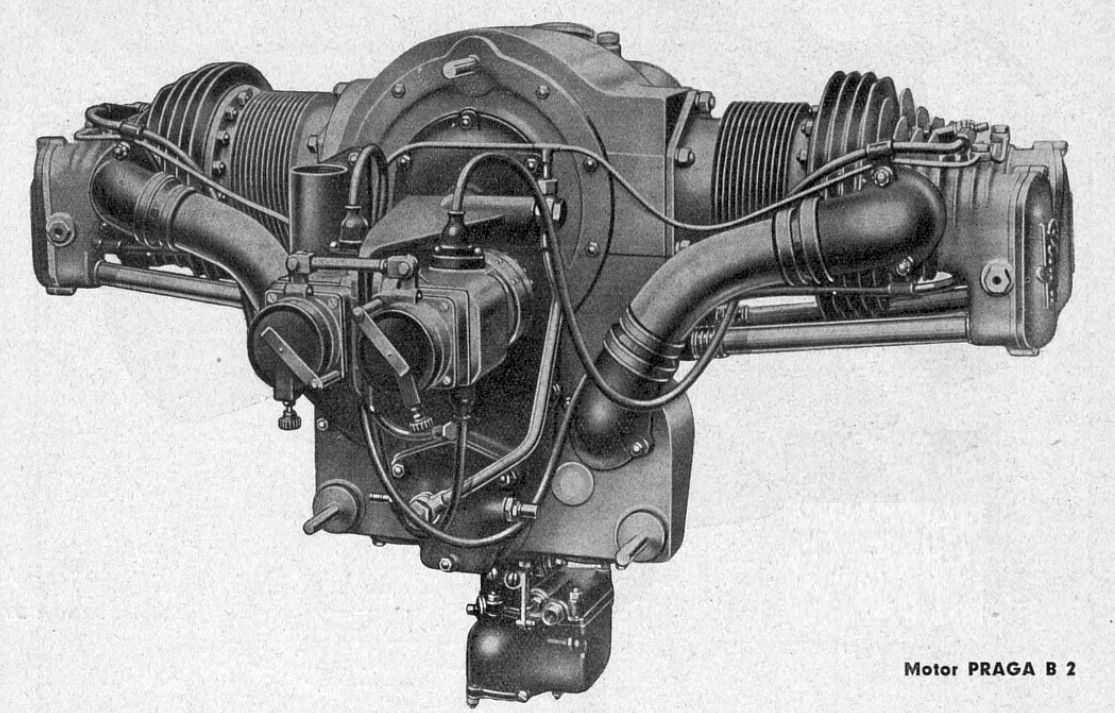
Praga B-2, Rückansicht

| Kenngröße                       | Daten (Praga B-2)              |
| ------------------------------- | ------------------------------ |
| Getriebe-Untersetzung           | keine                          |
| Höhe                            | 0,52 m                         |
| Breite                          | 0,85 m                         |
| Bohrung                         | 105,0 mm                       |
| Hub                             | 110,0 mm                       |
| Hubraum                         | 1,906 l                        |
| Verdichtung                     | 6,0:1                          |
| Beste Vollleistung in Bodennähe | 45 PS (33 kW) bei 2510/min     |
| Beste Nennleistung in Bodennähe | 40 PS (29 kW) bei 2440/min     |
| Trockenmasse ohne Ausrüstung    | 48 kg                          |
| Kraftstoffverbrauch             | 9,5 kg/h bei 40 PS (230 g/PSh) |
| Schmierstoffverbrauch           | 0,3 kg/h bei 40 PS             |
| Oktanzahl                       | 82                             |